# Samarium-kobaltový magnet

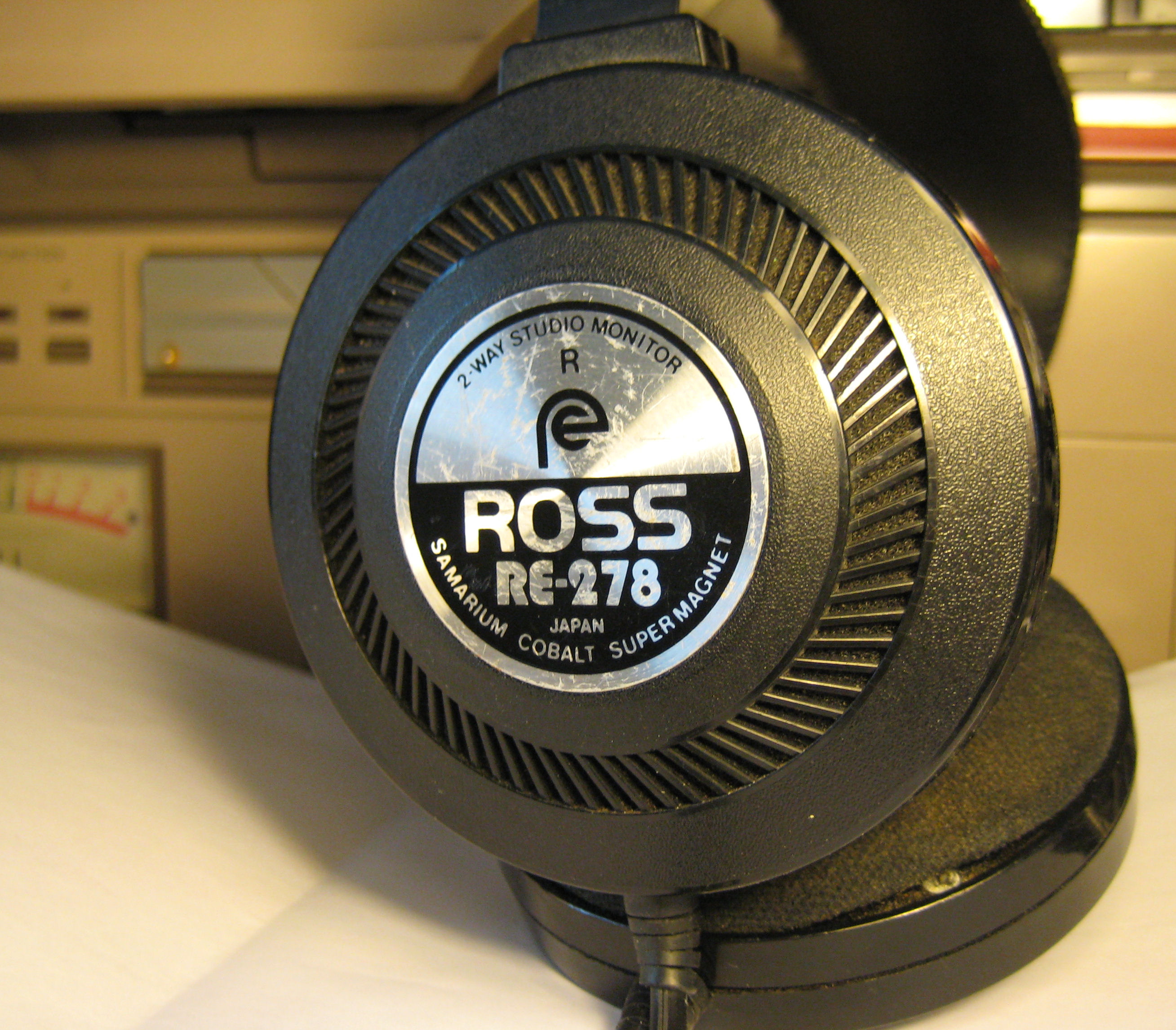
Vintage sluchátka z roku 1980 se samarium-kobaltovými magnety.

Samarium-kobaltové magnety (SmCo) patří k magneticky vzácným zeminám stejně jako neodymové magnety (NdFeB). Základní vyráběné typy mají chemické složení SmCo5 a Sm2Co17. Vyrábí se podobně jako neodymové magnety lisováním v magnetickém poli a následným spékáním. Představují skupinu s druhou nejvyšší vnitřní energií hned po magnetech NdFeB. Nabízí nejlepší poměr ve srovnání rozměrů, výkonu a odolnosti vůči vysokým teplotám či nepříznivým podmínkám. Jsou velice odolné vůči korozi, a proto nevyžadují povrchovou úpravu.
Jejich nevýhodou je vyšší cena. Dalšími jejich nevýhodami jsou veliká křehkost, malá odolnost vůči pnoucím silám a obzvláště velká náchylnost ke štěpení. Samarium-kobaltové magnety jsou extrémně odolné vůči působení vnějšího demagnetizačního pole díky vysokému maximálnímu energetickému součinu Hcmax. Tato vlastnost dělá samarium-kobaltové magnety obzvláště vhodné pro elektromechanické aplikace.
Tyto magnety mohou být používány při podstatně vyšších teplotách než magnety neodymové, maximální provozní teplota SmCo magnetů se pohybuje okolo 250 až 300 °C. Jejich teplotní koeficient je 0,04% na 1 °C. Další faktor, který má vliv na odolnost magnetu, je jeho tvar, a případná přítomnost vnějšího magnetického obvodu. Magnety, které jsou tenké (při typickém tvaru tyče), jsou demagnetizovány snadněji než magnety tlusté.

## Vznik SmCo
Samarium-kobaltové magnety vyvinuli Albert Gale a Dilip K. Das a jejich tým z Raytheon Corporation v roce 1970.

## Výroba
Pro výrobu samarium-kobaltových magnetů se používá redukční / tavná metoda a metoda redukce / difúze. Pomocí metody redukce / tavení se vyrábějí magnety typu SmCo5 i Sm2Co17. Suroviny se roztaví v indukční peci plněné argonem. Směs se odlévá do formy a chladí se vodou, čímž vznikne ingot. V ingotu se práškuje a částice se dále rozemelou, aby se zmenšila jejich velikost. Výsledný prášek se v magnetickém poli lisuje do matrice požadovaného tvaru pro požadovanou orientaci magnetického pole.
Sintrování se aplikuje při teplotě 1100–1250 °C, následně se zpracovává roztokem při 1100–1200 °C. Nakonec se temperuje při teplotě přibližně 700–900 °C. Potom se rozemele a dále magnetizuje, aby se zvýšila magnetická síla. Hotový výrobek se testuje, kontroluje a připravuje k expedici k zákazníkům.
Postup výroby SmCo je tedy podobný jako u neodymových magnetů – lisováním v magnetickém poli a následným spékáním.

## Opracování
Samarium-kobaltový magnetický materiál je velmi křehký, a proto je použití obráběcích strojů obtížné. Křehká povaha spojená s prachovým kovovým zrnem (krystalovou strukturou) brání použití karbidových nástrojů. Většina magnetických materiálů je opracována v nezmagnetizovaném stavu a následně opracovaný magnet je zmagnetizován až k saturaci (nasycení).
Při vrtání otvorů do samarium-kobaltových magnetů se používají diamantové nástroje a chlazení chladivem na bázi vody.
Odpad vzniklý z mletí nesmí být zcela suchý, protože samarium-kobalt má nízkou teplotu vzplanutí, jen 150–180 °C. Malá jiskra, například způsobená statickou elektřinou, může snadno spustit zapálení materiálu. Případný vzniklý plamen je pak extrémně horký a obtížně kontrolovatelný.

## Zmagnetování
Samarium kobaltové magnety jsou extrémně silné a vyžadují velké magnetizační pole. Anisotropní povaha spékaných Samarium-kobaltových magnetů vyústí v jediný směr magnetizace. Tento směr magnetizace při zmagnetizování musí být zachován, když je magnet umisťován do konečné montáže. Často se měří indikátorem, který pozná specifický magnetický pól pro daný stroj či zařízení při výrobě. Tento pól je označen barevnou tečkou nebo laserovým výřezem.

## Použití
Samarium kobaltové magnety jsou používány v řadě aplikacích jako jsou motory, mikrofony, reproduktory, rozprašovací pole pro vakuové pokovování, spouštěcí sálové senzory, urychlovače částic a mnoho ostatních aplikací.